# 八千代町停留場
八千代町停留場（日语：／ Yachiyo-machi teiryūjō */?），又稱八千代町電車站，是位於長崎縣長崎市八千代町，長崎電氣軌道本線的電車站。車站編號為26。

## 歷史
八千代町停留場在1915年（大正4年）啟用。當時電車站位於與長崎本線並行位置。電車站設有職員專用通道前往長崎機關區。在太平洋戰爭下的1944年（昭和19年），隨著開始急行運輸使電車站一度廢止。在1947年（昭和22年）重開。
在1957年（昭和32年）的戰後都市計劃中，路軌遷移至國道206號上，舊線上的電車站廢止，於新線開設御船町停留場（日语：／）。電車站名稱在1969年（昭和44年）改回八千代町。

### 年表
- 1915年（大正4年）11月16日 - 第一期線（築町至醫院下）開通[5][6]。八千代町停留場啟用[3]。
- 1944年（昭和19年）1月 - 在戰時下實施急行運輸，此電車站廢止[3]。
- 1947年（昭和22年）12月 - 電車站復活[3]。
- 1957年（昭和32年）12月19日 - 走線變更，於舊線上的電車站廢止[3]，並遷移至新線上，電車站改名為御船町停留場[1][7]。
- 1966年（昭和41年）9月20日 - 電車站改名為八千代町停留場[1][3]。
- 1995年（平成7年）
  - 2月1日 - 電車站遷移至靠近長崎站前一方[3]。在7日撒走行人天橋[8]。
  - 3月16日 - 電車站裝修工程完成[8]。
- 1999年（平成11年）3月16日 - 電車站向寶町一方遷移[3]、改築[9]。

## 電車站構造
電車站是建造在共用行車道上。電車站設有2面2線的低地台相對式月台。東邊為長崎站前方向月台，西邊為赤迫方向月台。
曾經電車站月台連接行人天橋，後來於1995年撤走（與錢座町停留場屬同一時期）。同時把電車站向長崎站前一方遷移130米。連接電車站的設施改為行人過路處。在1999年，該行人過路處需要遷移，以便設置新建的公寓停車場通道，此電車站便向寶町一方遷移45米。

### 運行系統
此電車站是本線電車站之一。當中1、2、3系統駛入此站。

## 使用狀況
根據「長崎電軌」的調査，以下為1日的上下車人次資料。此電車站是在長崎電軌中最少人使用。
- 1998年 - 806人[1]
- 2015年 - 700人[13]

## 電車站周邊
- 長工醬油（日语：チョーコー醤油）總部
- 長崎縣交通局（日语：長崎県交通局）（縣營巴士）本局、長崎營業所
- 西部瓦斯（日语：西部ガス）長崎分社
- Idex零售西九州（日语：新出光）八千代町供油所

## 相鄰電車站
長崎電氣軌道
本線（■1號系統、□2號系統、■3號系統）
寶町（25）－八千代町（26）－長崎站前（27）
- 在1922年（大正11年）前，此電車站與寶町停留場之間曾經設有壽橋停留場。

## 注腳
1. 1 2 3 4 5 6 7 8 9  田栗 & 宮川 2000，第55–56頁.
2. 1 2 3  田栗 2005，第38頁.
3. 1 2 3 4 5 6 7 8 9 10  今尾 2009，第57頁.
4. ↑  100年史，第128頁.
5. ↑  100年史，第129頁.
6. ↑  田栗 2005，第157頁.
7. 1 2  100年史，第127頁.
8. 1 2 3  100年史，第197頁.
9. ↑  田栗 2005，第156頁.
10. ↑  100年史，第130頁.
11. 1 2  川島 2013，第46頁.
12. ↑  100年史，第117頁.
13. ↑  100年史，第124頁.